# Kourtchatov (Russie)
Pour les articles homonymes, voir Kourtchatov.
Kourtchatov (en russe : Курчатов) est une ville de l'oblast de Koursk, en Russie, et le centre administratif du raïon de Kourtchatov. Sa population s'élevait à 38 917 habitants en 2016 (en baisse continuelle depuis le recensement de 2006).

## Géographie
Kourtchatov est arrosée par la rivière Seïm et située à 34 km à l'ouest de Koursk et à 474 km au sud-sud-ouest de Moscou.

## Histoire
La ville de Kourtchatov a été fondée en 1968 en raison de la construction de la centrale nucléaire de Koursk. Elle a le statut de ville depuis 1983. Elle a été nommée en l'honneur du physicien soviétique Igor Kourtchatov (1903-1960).

## Politique et administration

### Statut
La ville de Kourtchatov possède le statut de ville d'importance régionale, et elle est incluse dans l'oblast sous le nom d'okroug urbain de Kourtchatov, totalement enclavé dans le raïon de Kourtchatov dont elle le chef-lieu sans en faire partie.

### Résultats électoraux
| Scrutin             | 1er tour | 1er tour | 1er tour | 1er tour | 1er tour | 1er tour | 1er tour | 1er tour | 1er tour | 1er tour | 1er tour | 1er tour | 2d tour                  | 2d tour                  | 2d tour                  | 2d tour                  | 2d tour                  | 2d tour                  | 2d tour                  | 2d tour                  |
| Scrutin             | 1er      | 1er      | %        | 2e       | 2e       | %        | 3e       | 3e       | %        | 4e       | 4e       | %        | 1er                      | %                        | 2e                       | %                        | 3e                       | %                        | 4e                       | %                        |
| ------------------- | -------- | -------- | -------- | -------- | -------- | -------- | -------- | -------- | -------- | -------- | -------- | -------- | ------------------------ | ------------------------ | ------------------------ | ------------------------ | ------------------------ | ------------------------ | ------------------------ | ------------------------ |
| Présidentielle 2012 |          | ER       | 59,85    |          | KPRF     | 18,65    |          | SE       | 8,75     |          | LDPR     | 7,85     | Victoire au premier tour | Victoire au premier tour | Victoire au premier tour | Victoire au premier tour | Victoire au premier tour | Victoire au premier tour | Victoire au premier tour | Victoire au premier tour |
| Législatives 2016   |          | ER       | 40,00    |          | LDPR     | 19,12    |          | KPRF     | 16,33    |          | SRZP     | 6,67     | Tour unique              | Tour unique              | Tour unique              | Tour unique              | Tour unique              | Tour unique              | Tour unique              | Tour unique              |
| Présidentielle 2018 |          | ER       | 76,21    |          | KPRF     | 12,35    |          | LDPR     | 6,18     |          | GRANI    | 1,23     | Victoire au premier tour | Victoire au premier tour | Victoire au premier tour | Victoire au premier tour | Victoire au premier tour | Victoire au premier tour | Victoire au premier tour | Victoire au premier tour |
| Législatives 2021   |          | ER       | 36,75    |          | KPRF     | 23,37    |          | LDPR     | 9,74     |          | SRZP     | 8,63     | Tour unique              | Tour unique              | Tour unique              | Tour unique              | Tour unique              | Tour unique              | Tour unique              | Tour unique              |

## Population
Recensements (*) ou estimations de la population
| 1979*  | 1989*  | 2002*  | 2006   | 2010*  |
| ------ | ------ | ------ | ------ | ------ |
| 21 774 | 41 085 | 45 556 | 46 463 | 42 706 |

| 2012   | 2013   | 2014   | 2015   | 2016   |
| ------ | ------ | ------ | ------ | ------ |
| 41 812 | 40 973 | 40 022 | 39 395 | 38 917 |

## Économie
L'activité économique de Kourtchatov repose sur la centrale nucléaire de Koursk, mise en service en 1977.